# Lancaster (Regno Unito)
Lancaster (pronuncia /ˈlænkæstə(ɹ)/) è una città di 52 660 abitanti della contea tradizionale del Lancashire, nel Nord Ovest dell'Inghilterra.

## Geografia
Lancaster è situata sull'estuario del fiume Lune, a 5 km dalle coste del mar d'Irlanda. È la città più a nord del Lancashire.

## Origini del nome
Anticamente, la città era nota come Loncastre. Lon si riferisce al nome storico del fiume Lune, e castre è derivato dal latino castrum, cioè forte, perché sul terreno di Lancaster era presente un fortino romano.

## Storia
Il sito del castello di Lancaster fu occupato da un fortino romano costruito nel I secolo. Dopo la conquista normanna dell'Inghilterra la località cadde nelle mani di Guglielmo il Conquistatore, il quale la infeudò a Ruggero di Montgommery. Nel Domesday Book del 1086 Lancaster fu menzionata per la prima volta come Loncastre. Durante la dominazione normanna venne completato l'importante castello attorno al quale si sviluppò l'abitato. Nel 1193 Riccardo Cuor di Leone concesse a Lancaster lo status di borough.
Nel Medioevo Lancaster, a causa della sua vicinanza con il confine, fu frequentemente attaccata ed assediata dagli scozzesi. Nel 1322, durante la Grande incursione del 1322, Lancaster fu saccheggiata ed incendiata dalle truppe di Robert the Bruce. La città venne nuovamente attaccata dagli scozzesi dopo la battaglia di Otterburn del 1389.
Nel XVIII e nel XIX secolo il porto di Lancaster, costruito nel villaggio di Glasson Dock, si affermò come uno dei principali scali dell'Inghilterra grazie principalmente ai traffici con le Indie Occidentali e alla tratta degli schiavi africani. Il porto di Lancaster divenne il quarto centro più importante della tratta degli schiavi del Regno Unito.
Il 12 marzo 1937 Lancaster ottenne lo status di città, che gli venne conferito da re Giorgio VI del Regno Unito durante le celebrazioni per la sua incoronazione.
Nel marzo 2004, a Lancaster è stato concesso lo status di Città equa e solidale.
Lancaster fu la sede centrale europea della Reebok. Dopo la fusione con Adidas, la Reebok si è trasferita a Bolton e Stockport nel 2007.
Nel maggio 2015, la regina Elisabetta II del Regno Unito visitò il castello della città per le commemorazioni del 750° anniversario della creazione del Ducato di Lancaster.

## Monumenti e luoghi d'interesse
- Castello di Lancaster, costruito durante la dominazione normanna fu un precedente fortino d'epoca romana.
- Priory Church, del XV secolo.
- Cattedrale di Lancaster, cattolica, (della diocesi di Lancaster eretta nel 1824), costruita nel 1857 in stile neogotico.
- Ashton Memorial, un capriccio architettonico

## Cultura

### Istruzione

#### Musei
- Maritime Museum, ospitato all'interno dei locali della dogana settecentesca.
- Judges Lodgings Museum
- Lancaster City Museum

#### Università
La città è sede dell'università di Lancaster, fondata nel 1964, e di una sede distaccata dell'università della Cumbria.

## Infrastrutture e trasporti

### Strade
La principale via d'accesso alla città è l'autostrada M6. La Bay Gateway, una superstrada a doppia carreggiata aperta nel 2016, collega Heysham alla M6.

### Ferrovie
Lancaster è servita da una stazione ferroviaria lungo la West Coast Main Line.

## Amministrazione

### Gemellaggi[11]
- Lublino, dal 1994
- Viana do Castelo
- Almere
- Aalborg, dal 1982
- Perpignano, dal 1962
- Växjö, dal 1996
- Rendsburg, dal 1968

## Sport

### Calcio

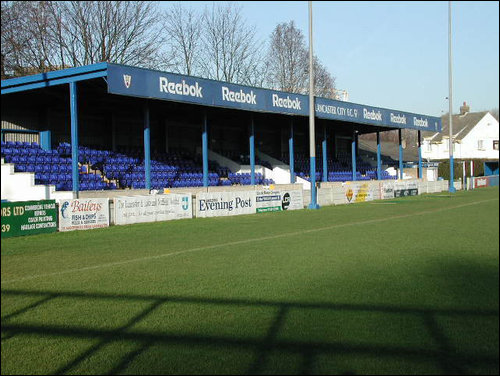
Lo stadio Ground Axe Ground

La squadra di calcio della città, il Lancaster City FC, milita attualmente nella Northern Premier League. La squadra gioca in casa allo stadio Ground Axe Ground.

### Cricket
Il Lancaster Cricket Club ha sede lungo la riva del fiume Lune. Le due squadre del club partecipano al Palace Shield, una competizione di cricket tenuta a Preston.

### Golf
A Lancaster ci sono tre squadre di golf: il Lansil Golf Club, il Forest Hills Golf Club ed il Lancaster Golf Club.